# Garjān
Garjān (persiska: گرجان) är en ort i Iran.   Den ligger i provinsen Ardabil, i den nordvästra delen av landet, 400 km nordväst om huvudstaden Teheran. Garjān ligger 1 372 meter över havet och antalet invånare är 936.
Terrängen runt Garjān är platt åt sydost, men åt nordväst är den kuperad. Runt Garjān är det ganska tätbefolkat, med 139 invånare per kvadratkilometer. Närmaste större samhälle är Ardabil, 10,2 km sydost om Garjān. Trakten runt Garjān består till största delen av jordbruksmark.